# Het Steengelaag

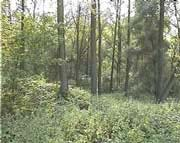
Zijwand van een kleipunt in het Steengelaag

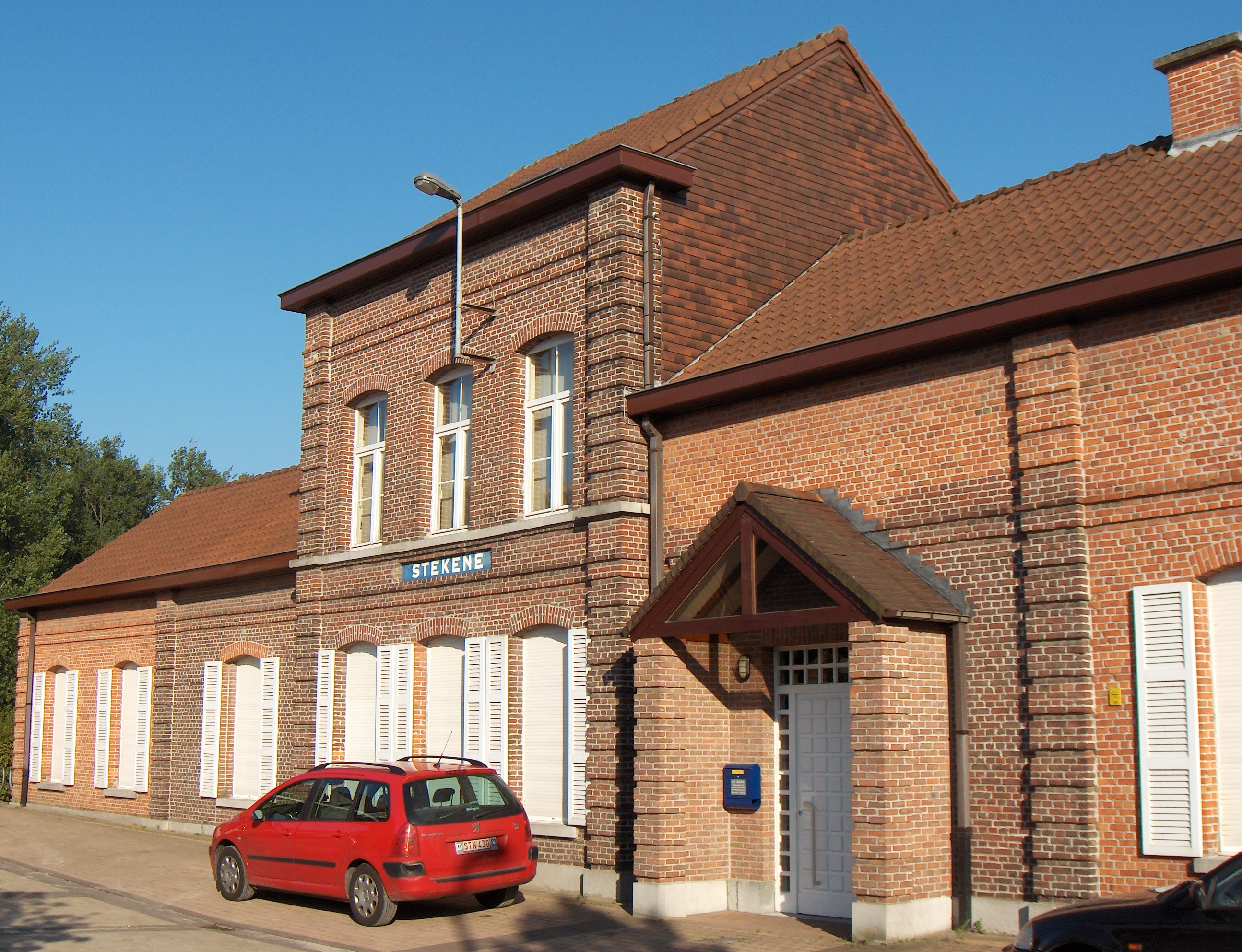
Aan de achterzijde van het voormalige station ligt natuurgebied: Het Steengelaag

Het Steengelaag is een natuurgebied in de Belgische gemeente Stekene. Het ligt nabij het centrum van Stekene en het oude station. De hoofdingang bevindt zich achter het voormalige stationsgebouw, thans een gemeentelijk ontmoetingscentrum. Het is eigendom van de gemeente Stekene. Het natuurgebied wordt sinds 1992 beheerd door Natuurpunt Waasland Noord.

## Beschrijving
In dit deel van de gemeente Stekene treft men tot op 20 meter diepte klei aan in de bodem. In de 16de eeuw waren er meer dan 50 steen- en tichelbakkerijen werkzaam. De exploitatie van Het Steengelaag kwam echter pas veel later op gang. In 1880 werd de Tuilerie Sainte-Marie opgericht. In wat nu de Oudste Kleiput wordt genoemd, gebeurde het kleisteken nog met de spade.
In 1913 werd dit karwei geautomatiseerd door de indienstneming van de kleibaggeraar (excavateur of schamateur in het lokale dialect). Als een stukje industriële archeologie staat deze nog steeds opgesteld aan de jongste kleiput. Eind jaren zeventig werd de uitbating van de kleiputten gestopt en kreeg de natuur hier vrij spel. In 1981 werd het gebied als landschap beschermd. Onder het motto 'de natuur is er voor iedereen' werden wandelwegen aangelegd die voor voetgangers vrij toegankelijk zijn.

## Aan de natuur teruggegeven

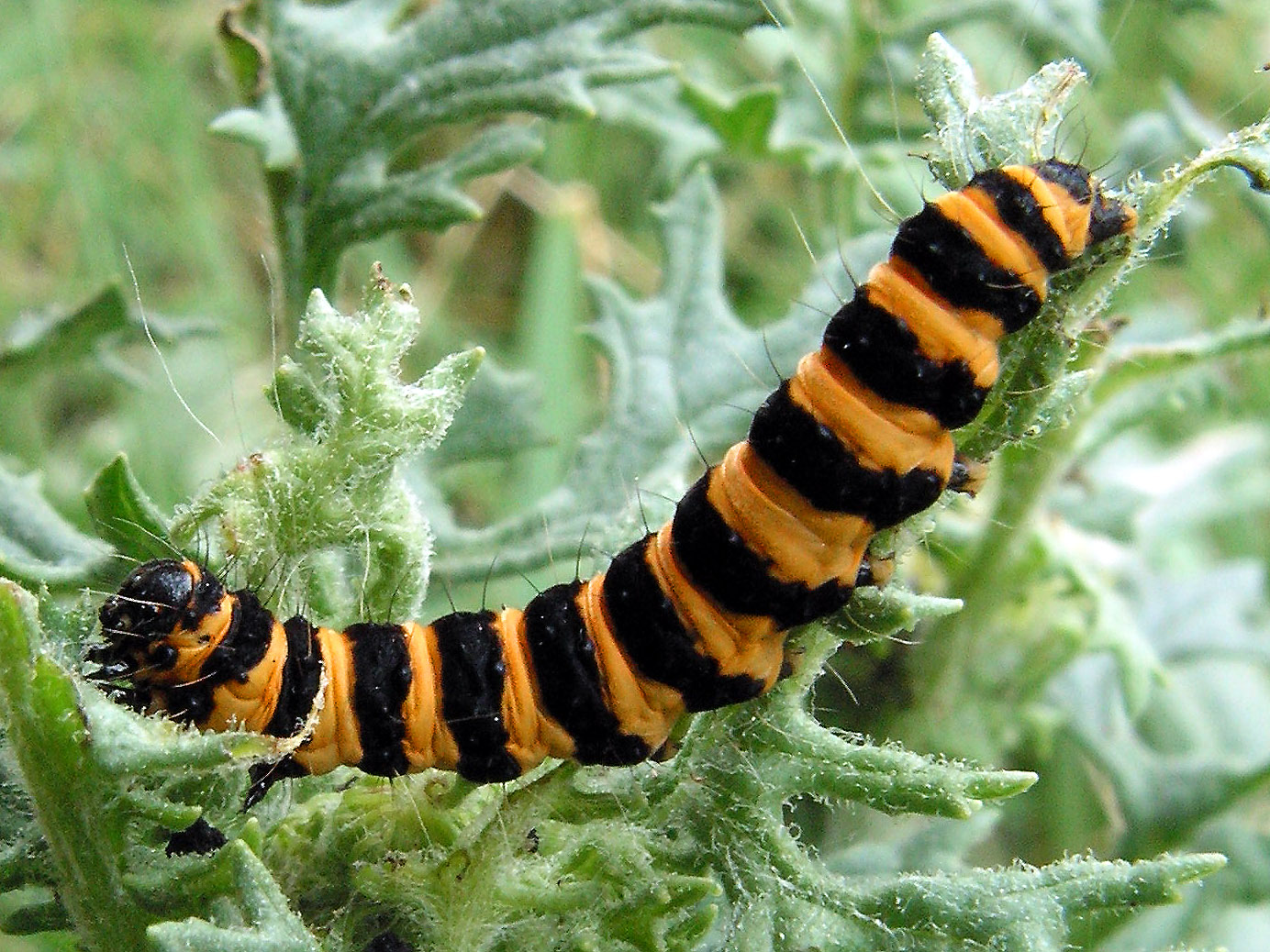
Tyria jacobaeae caterpillar, in de volksmond zebrarups geheten

Meer dan honderd jaar drukte de mens zijn stempel op dit landschap, maar nu is het teruggegeven aan de natuur. Het gebied is 31 ha groot en bestaat uit kleiputten, jong elzenbos, een oudere populierenaanplanting met heel wat dood hout, een grote vijver en een bloemrijk hooilandje. Die grote variatie oogt voor de wandelaar erg aantrekkelijk. Deze schakering in landschappen staat borg voor een grote natuurrijkdom. Doorheen het gebied loopt een wandelpad van ongeveer 2 km lengte, aan de achterzijde van de grote vijver is er een vogelkijkwand.
In de jongste delen, zoals de omgeving van de jongste kleiput, zijn nog heel wat pionierssoorten te vinden. Langsheen het talud staat in de zomer de grote kaardenbol te pronken. Ook het jakobskruiskruid groeit op deze plaats, in de zomer kunnen hierop de zebrarupsen van de sint-jakobsvlinder worden aangetroffen.
Vlak bij de ingang langsheen de IJzerhandstraat ligt een hooilandje. Dit wordt jaarlijks gemaaid om opslag van struiken te voorkomen en het bloemrijk te houden. In het voorjaar kleurt het wit en roze van de pinksterbloem en de echte koekoeksbloem. Andere planten die je hier later op het jaar kan aantreffen zijn: grote ratelaar, moeraswalstro, kale jonker, valeriaan, penningkruid enz.

## Grote vijver
Dit is de beste plaats voor het waarnemen van watervogels. Al naargelang het seizoen zijn hier te zien: kuifeend, wintertaling, slobeend, tafeleend, dodaars. De vijver is ook erg visrijk (onder meer rietvoorn, zeelt, baars, karper) en is een gegeerde plaats voor heel wat viseters. Fuut, blauwe reiger en aalscholver zijn er dan ook geregeld waar te nemen.
Langs het wandelpad dat naast de grote vijver loopt, staan heel wat struiken zoals sleedoorn en meidoorn. Zij geven kleur en lokken ook heel wat insecten aan, zeker als de wilde kamperfoelie in bloei staat. Heel wat nachtvlinders komen dan af op de zoete geur.
Achter de grote vijver ligt de oudste kleiput. Deze werd nog volledig met de hand uitgegraven. De zware klei werd in karretjes geladen en naar boven getransporteerd. Hard labeur voor zowel de arbeiders als de trekdieren.
In grote delen van het gebied zijn populieren aangeplant met daartussen natuurlijke uitzaaiing van zwarte els en berk. De door storm en andere oorzaken omgevallen bomen blijven er doelbewust liggen. Dit dode hout brengt leven in het bos. In dit deel behoren boomkruiper, groene specht en de grote bonte specht standvastig tot de broedvogels.